# Hudlice
Hudlice (en allemand : Hudlitz) est une commune du district de Beroun, dans la région de Bohême-Centrale, en République tchèque. Sa population s'élevait à 1 225 habitants en 2020.

## Géographie
Hudlice se trouve à 9 km à l'ouest de Beroun et à 36 km à l'ouest-sud-ouest de Prague.
La commune est limitée par Nový Jáchymov et Otročiněves au nord, par Nižbor à l'est, par Trubská et Svatá au sud, et par Broumy et Rostoky à l'ouest.

## Histoire
La première mention écrite de la localité date de 1341.